# August Bouttats

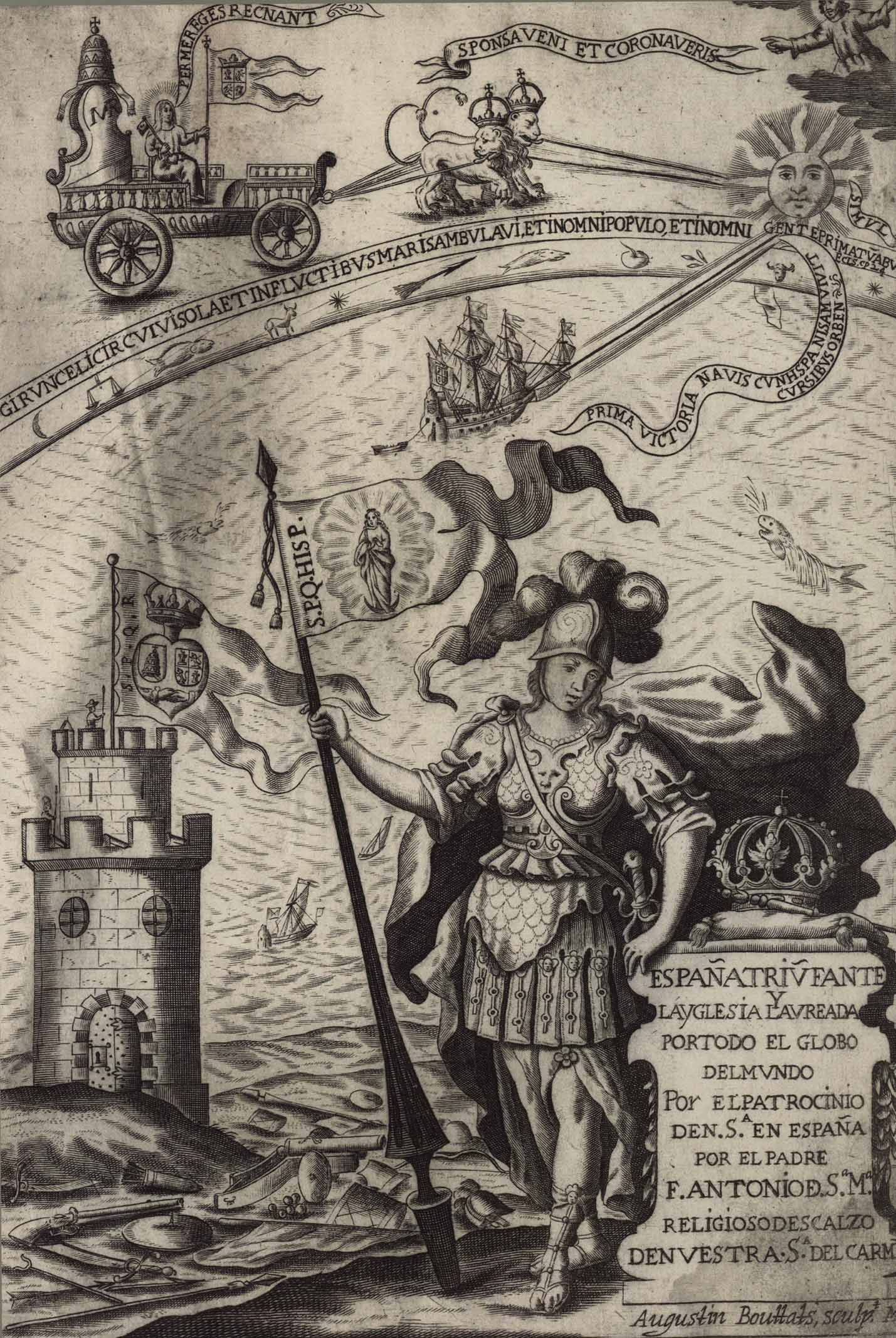
Portada calcográfica de fray Antonio de Santamaría, España triunfante, firmada «Augustin Bouttats, sculpt. Md», 1682.

August Bouttats (fl. 1680-1686) fue un grabador calcográfico activo en Salamanca y Madrid.
Miembro de una extensa familia de grabadores y pintores de Amberes a la que pertenecieron, entre otros, Gaspar y Gerard Bouttats, es posible que pasase algún tiempo en Colonia donde en 1670 habría grabado una vista del monasterio agustino.
En España grabó el retrato de Diego Ramírez de Haro, obispo de Cuenca, firmado «August.Bouttats.Sculp.Salmant.» La estampa se encuentra tras la portada de algunos ejemplares de las constituciones del Colegio Mayor de Cuenca fundado por el prelado en la Universidad de Salamanca, impresas en Salamanca por la viuda de Sebastián Pérez con el año 1658 en portada, aunque parece tratarse de un año supuesto pues en el interior figura 1663. Del grabador la Biblioteca Nacional de España conserva una estampa suelta de devoción de la Virgen de San Millán, con la inscripción: «Retrato de Nra. Señora de San Millán, cuyos milagros son inumerables... Hallose esta soberana Imagen en la librería del collegio de San Millán, Y después se trasladó... a su templo parroquia» y la firma: «August Bouttats sculsit Salmantª 1682; Gabilán retall.t. Aº1761».
Ese mismo año en Madrid salió, de las prensas de Julián Paredes, España triunfante y la Iglesia laureada en todo el globo de el mundo de fray Antonio de Santa María O. C. D., con frontispicio calcográfico firmado, castellanizando el nombre, «Augustin Bouttats, sculpt Md». El grabado, una alegoría de España con coraza all'antica, enarbolando un estandarte en el que campea la imagen de la Inmaculada Concepción, encontró su intérprete en un anónimo de la escuela cuzqueña que le dio color y pasó a lienzo.
Además, una Colectánea de sermones y assumptos predicables de fray Francisco Núñez, Madrid, 1680, se ilustra con un grabado de la Virgen del Rosario firmado «Augu. Bouttats fesit» y las Difiniciones [sic] cistercienses de la Sagrada Congregación de San Bernardo y Observancia de Castilla, &c, Salamanca, 1683, llevan portada calcográfica firmada «Agust. Bouttats F.»